# خانه آب توت
خانه آب توت مربوط به دوره قاجار است و در شهرستان گچساران، بخش مرکزی، دهستان لیشتر، روستای آب توت واقع شده و این اثر در تاریخ ۲۸ اسفند ۱۳۸۵ با شمارهٔ ثبت ۱۸۶۷۸ به‌عنوان یکی از آثار ملی ایران به ثبت رسیده است.